# Auguste Bravais

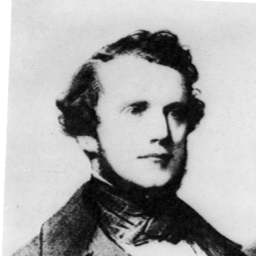
Auguste Bravais rond 1850

Auguste Bravais (Annonay, 23 augustus 1811 - Le Chesnay, in de buurt van Versailles, 30 maart 1863) was een Franse astronoom, natuurkundige, mineraloog en geoloog. Hij is vooral bekend door zijn fundamentele werk in de kristallografie. In 1848 beschreef hij de 14 Bravaisroosters.
De Bravaisberget op Spitsbergen is naar hem genoemd, alsook het haloverschijnsel Circumzenitale boog van Bravais.